# Johann Friedrich Overbeck

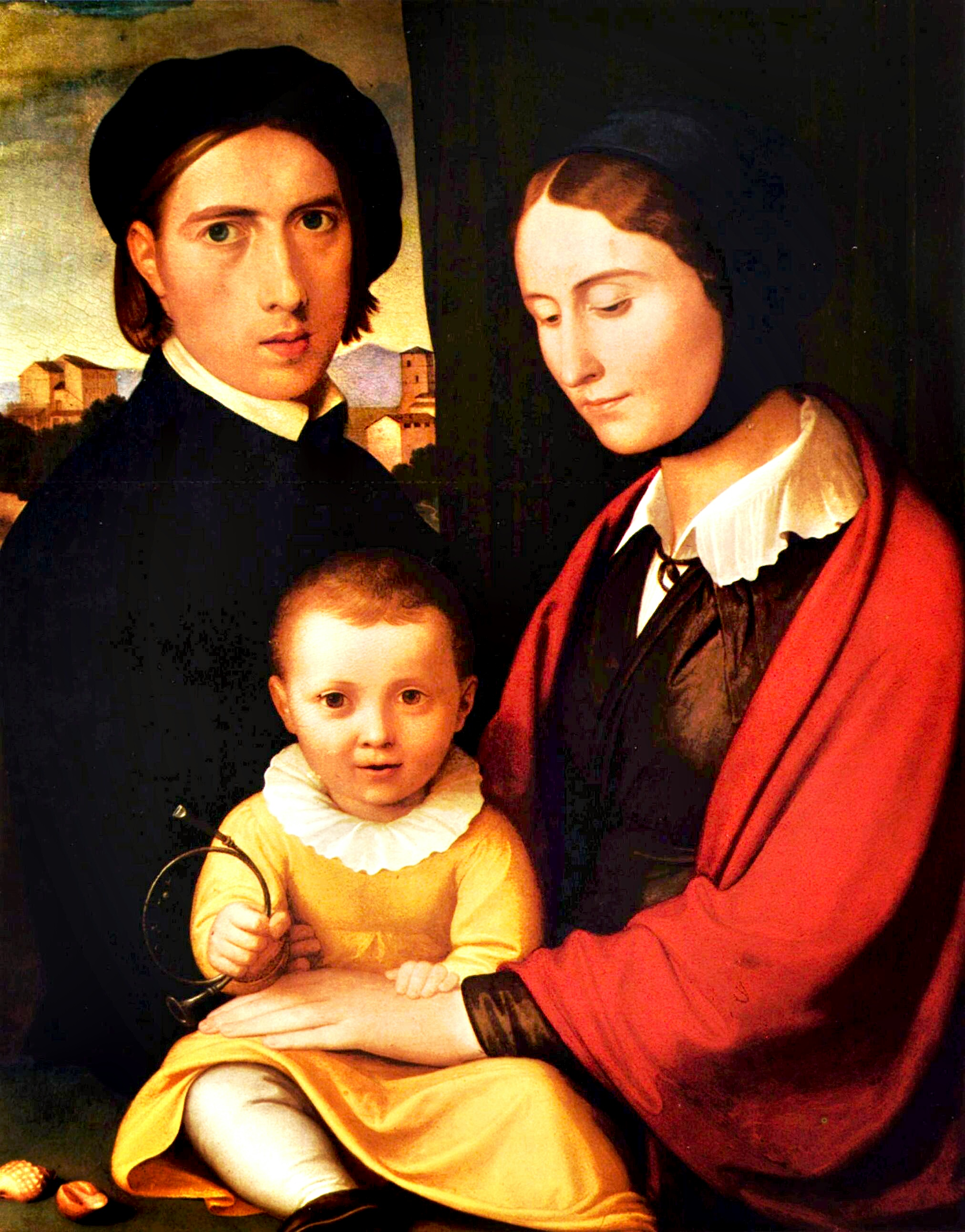
Zelfportret met gezin, 1820, Museum Behnhaus, Lübeck

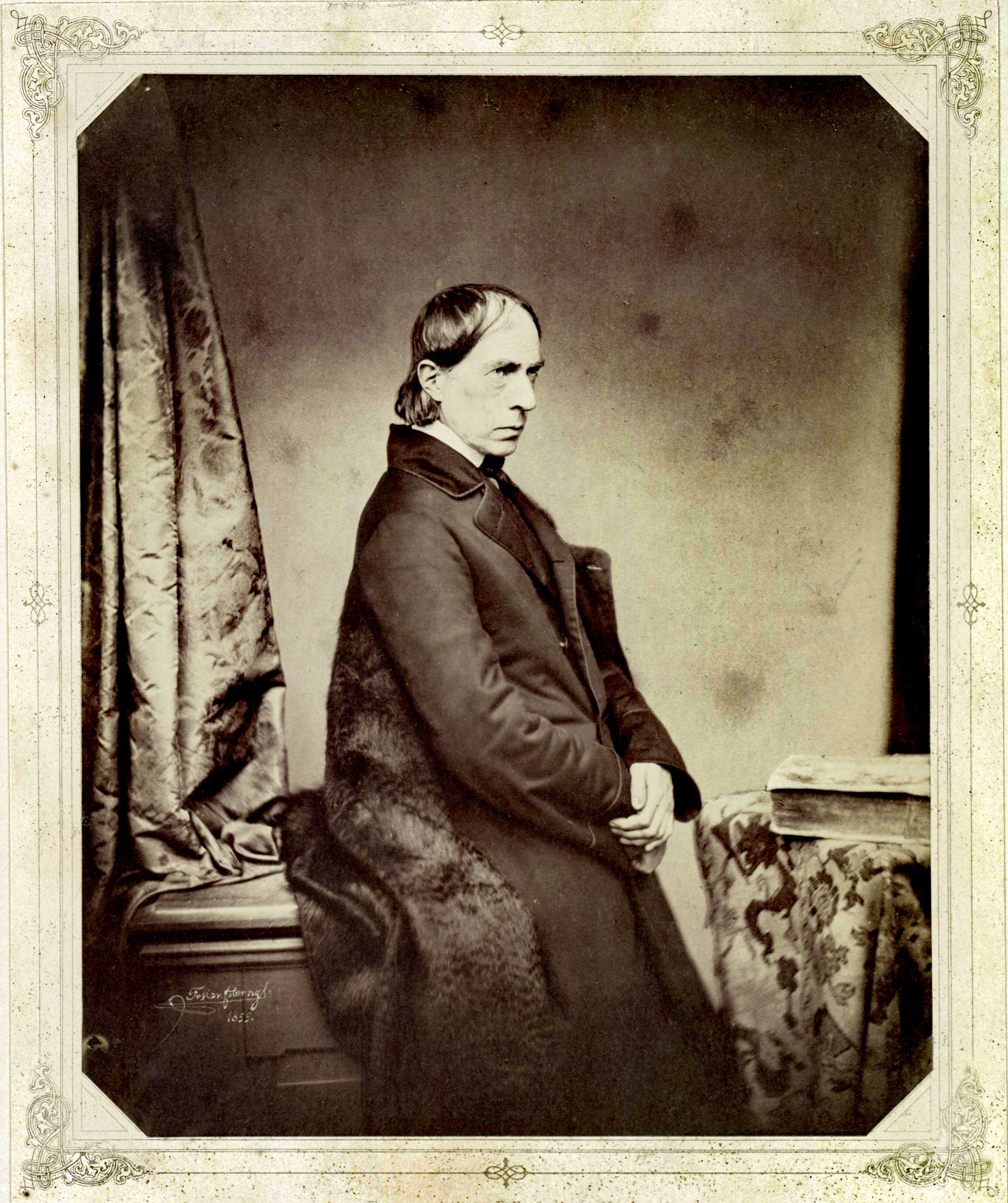
Fotografisch portret van Johann Friedrich Overbeck, 1855, door Franz Hanfstaengl

Johann Friedrich Overbeck (Lübeck, 3 juli 1789 - Rome, 12 november 1869), vaak Friedrich Overbeck genoemd, was een Duitse kunstschilder, tekenaar en illustrator. Hij is bekend als vooraanstaande figuur van de Nazareners, een 19e-eeuwse romantisch-religieuze beweging van kunstenaars in (vooral) Wenen en Rome die de beeldende kunst in christelijke zin wilden vernieuwen door Italiaanse en Duitse meesters uit de vroege Renaissance na te volgen.

## Levensloop
Overbeck stamde uit een aanzienlijk geslacht van Lutherse predikanten in Lübeck. Hij was een zoon van de gerechtshofpresident, piëtist, dichter, en burgemeester van de stad Lübeck Christian Adolph Overbeck (1755-1821). Hij was een kleinzoon van de jurist Georg Christian Overbeck (1713-1786) en diens vrouw Eleonora Maria Jauch (1732–1797; zij behoorde tot het aanzienlijke Thüringer geslacht Jauch).
Hij volgde het gymnasium in Lübeck. Hij kreeg tussen 1804-1806 tekenles van Joseph Nicolaus Peroux. Van 1806 tot 1810 studeerde hij aan de Akademie in Wenen, die werd geleid door Heinrich Füger. In 1810 beëindigde hij zijn studie uit ontevredenheid met het aan de Akademie gedoceerde classicisme waarin elke religieuze spiritualiteit ontbrak, en hij vertrok samen met zijn vrienden Franz Pforr en Ludwig Vogel naar Rome.
Het grootste deel van zijn leven heeft hij als productief schilder doorgebracht in Italië. Een aanbod van Lodewijk I van Beieren voor een professoraat aan de kunstacademie van München sloeg hij af; hetzelfde gold voor prestigieuze aanbiedingen in Düsseldorf en Frankfurt. Waardering voor Overbecks kunst in kerkelijke kring blijkt onder meer uit een ontmoeting met Paus Pius IX in Rome bij Overbeck thuis. Hij was van vele kunstacademies en kunstgezelschappen lid of erelid. Hij kreeg tijdens zijn leven vele onderscheidingen.
Hij was de leraar van Eduard Caspar Hauser. Zijn invloed wordt toegeschreven aan: Jan Swerts, Godfried Guffens, Jean Matthieu Nisen, Victor Orsel, Joseph Daniel Bohm en Giuseppe Mancinelli.
Hij ligt begraven in de San Bernardo alle Terme in Rome. Carl Hofmann (1816-1872), beeldhouwer in Rome, heeft de epitaaf gemaakt.

### Nazareners

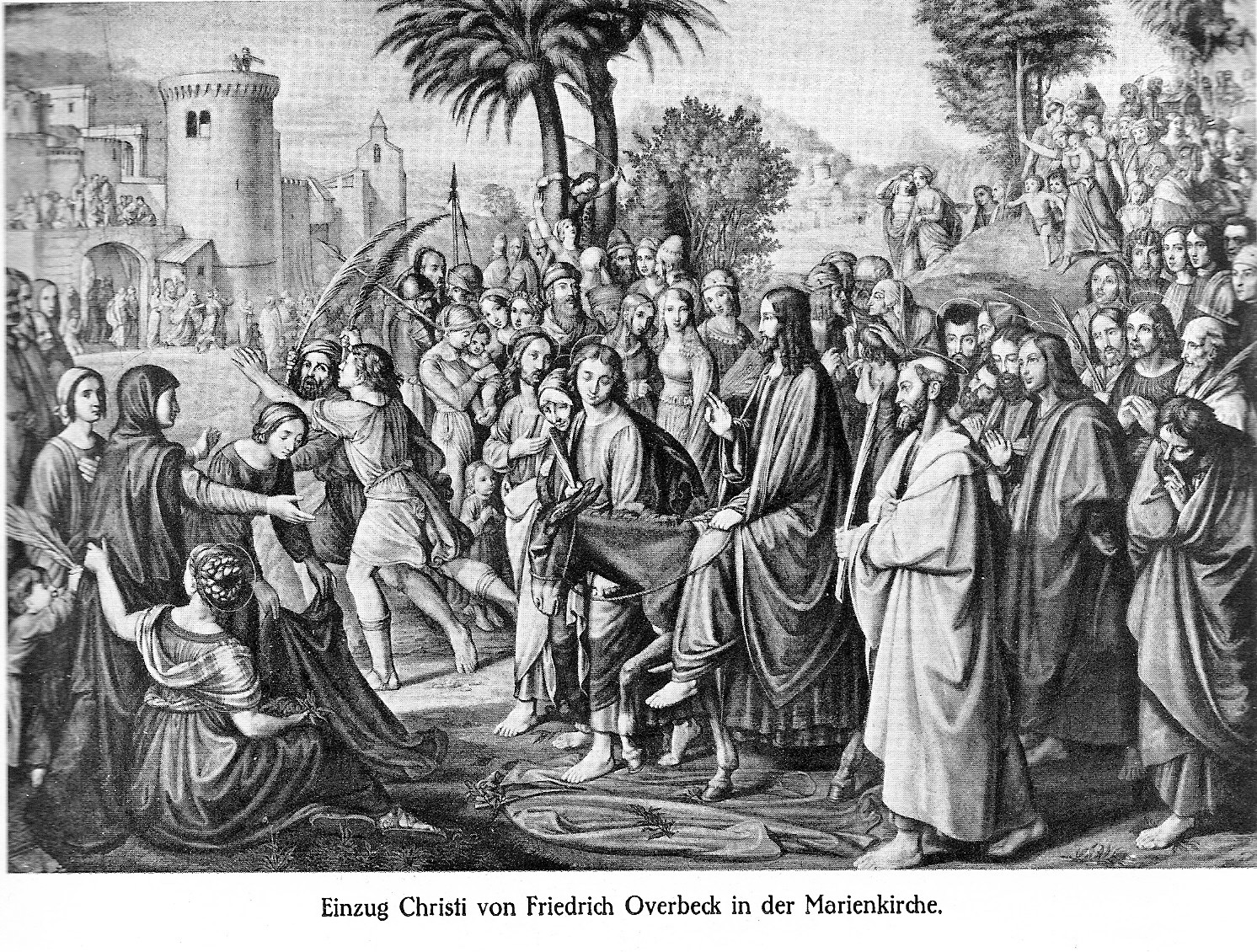
Christus' intocht in Jeruzalem

Al in 1809 hadden Overbeck en zijn vrienden in Wenen, naar het voorbeeld van de middeleeuwse St. Lucasgilden, de 'Lukasbund' gesticht. Dit was een groep kunstenaars die zich de vernieuwing van de kunst ten doel stelde. Bij de reeds genoemde Franz Pforr en Ludwig Vogel behoren o.a. ook Philipp Veit, Friedrich Wilhelm Schadow en Peter Cornelius. Ze leefden in de oude franciscaner kloostergemeenschap San Isidoro op de Pincio-heuvel van Rome. In april 1813 bekeerde Overbeck zich tot het Rooms-katholicisme, waarmee - in zijn ogen - ook zijn kunst de christelijke doop ontving. De aanduiding Nazareners was aanvankelijk spottend bedoeld, maar werd later gangbaar.
De groepsleden stelden zich de nagestreefde kunstvernieuwing voor in christelijke zin. Ze wilden vernieuwen door in hun kunstbeoefening blijk te geven van een herwaardering van oude Italiaanse en Duitse meesters uit de vroege Renaissance. Het uitgangspunt van de Nazareners was noeste, eerlijke arbeid en een zuiver leven naar hun beginselen. Zij misprezen de antieke kunst als heidens en de latere Renaissance-kunst als vals, en ze baseerden hun idee van gestrenge vernieuwing op de eenvoud van de natuur en de serieuze kunst van Perugino, Pinturicchio, Francia en de jonge Rafaël. Hun stijl wordt gekenmerkt door verhevenheid, precisie, scherpe contouren, en een weldoordachte, haast scholastieke compositie, uitgevoerd met lichtcontrast en kleur. Hun ideaal was niet om te verleiden, maar om een scherpzinnige uitbeelding te geven aan hun christelijke bezieling.

## Werken
Van 1816-1818 voorzagen Overbeck, Cornelius, Veit and Schadow de Casa Bortholdy in Rome van muurschilderingen. Dit was het huis van de Pruisische consul, Jakob Salomon Bartholdy (1779-1825, oom van Felix Mendelssohn). Het Bijbelse thema van de schilderingen was Jozef en zijn broers. Overbeck schilderde de taferelen Zeven magere jaren en Jozef verkocht door zijn broers. De fresco's bevinden zich nu in de Alte Nationalgalerie in Berlijn. Het succes hiervan maakte dat Overbeck, Cornelius, Veit en Schnorr in 1819 opdracht kregen om het Casino Massimo, in de nabijheid van Sint-Jan van Lateranen, te verluchten met fresco's die een illustratie vormden bij werken van Tasso, Dante en Ariosto. Overbeck schilderde o.a. de illustraties bij Tasso's Gerusalemme liberata (Jeruzalem verlost) en De ontmoeting van Godfried van Bouillon en Peter de Kluizenaar. De voltooiing van Overbecks fresco's werd verzorgd door Joseph von Führich. Overbeck heeft vervolgens in de Portiuncula, de kapel waar de bedelorde van de franciscanen is begonnen, overkoepeld door de Basilica di Santa Maria degli Angeli, Het visioen van Sint Franciscus geschilderd. Deze fresco's worden veelal beschouwd als zijn beste werk.
Overbeck en zijn vrienden wilden de veronachtzaamde, monumentale kunst van de fresco-schildering laten herleven. Daartoe verdiepten ze zich in de oude schildertechniek. Hun succes vond navolging elders in Europa.

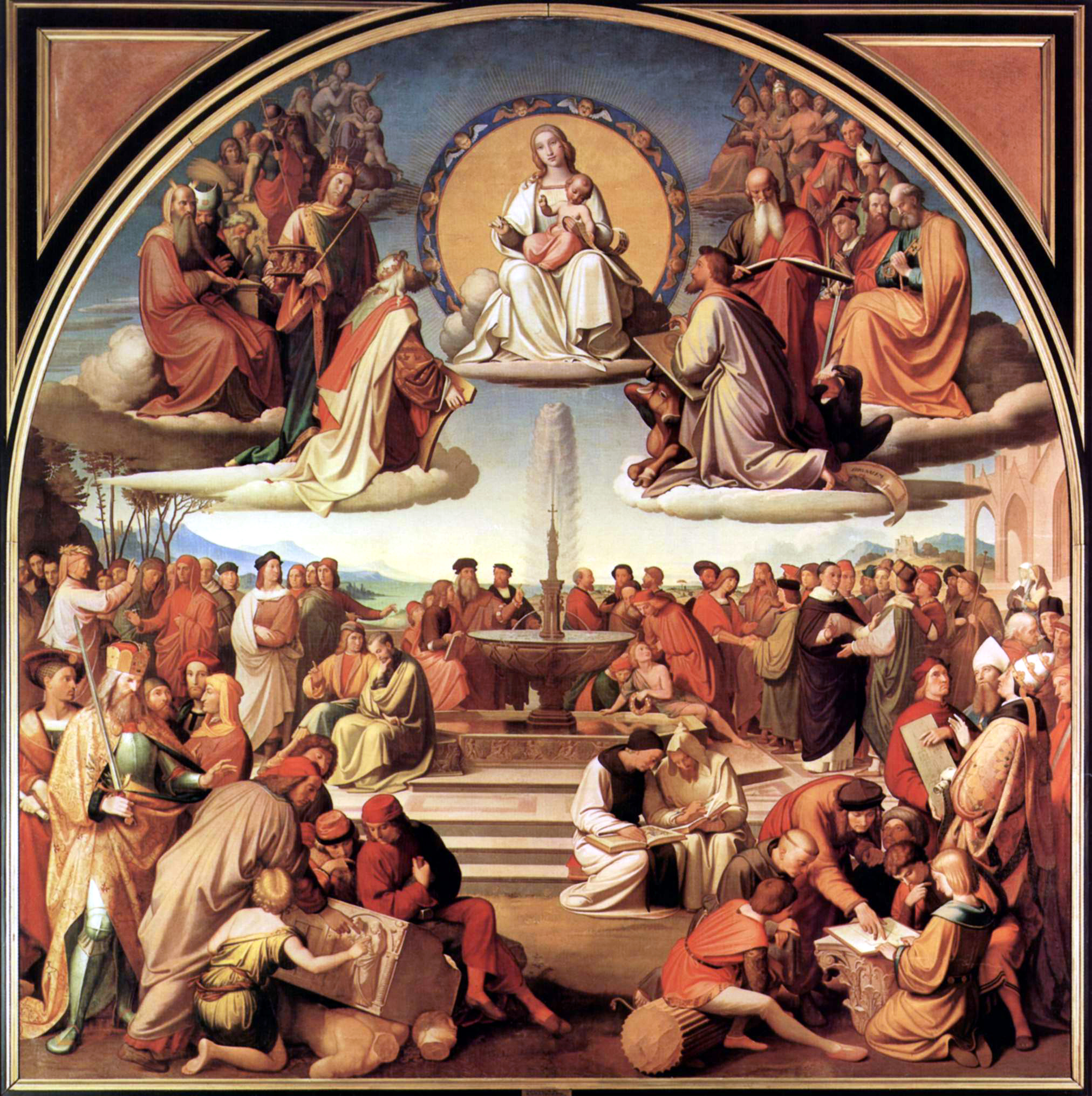
Triomf van de Religie in de Kunsten, 1840, Städel Museum, Frankfurt am Main

### Belangrijke werken
- 1810 Portret van de schilder Franz Pforr, Alte Nationalgalerie, Berlijn
- 1821 Vittoria Caldoni, Neue Pinakothek, München
- 1824 Intocht van Christus in Jeruzalem, in de Marienkirche, Lübeck(verloren gegaan bij een luchtaanval in 1942)
- 1827/33 Christus op de Olijfberg, voor de kapel van het ziekenhuis in Hamburg (Hamburg-St. Georg; beschadigd in WOII; nu in de Hamburger Kunsthalle)
- 1828 Italië en Germanië, Neue Pinakothek, München; Staatliche Kunstsammlung Dresden (replica)
- 1829 Fresco Portiuncula, Basilica di Santa Maria degli Angeli, Assisi
- 1834-36 Sposalizio, Museum Narodowe, Poznań
- 1840 Triomf van de Religie in de Kunsten, Städel Museum, Frankfurt am Main; schets in de Hamburger Kunsthalle
- 1846 Rouwen om Christus (in de Marienkirche, Lübeck)
- 1857 Maria hemelvaart, Dom van Keulen
- 1861 zeven Sacramenten, Dom von Orvieto
- 1862-64 De Duif, Neue Pinakothek, München

## Galerij

### Fresco's

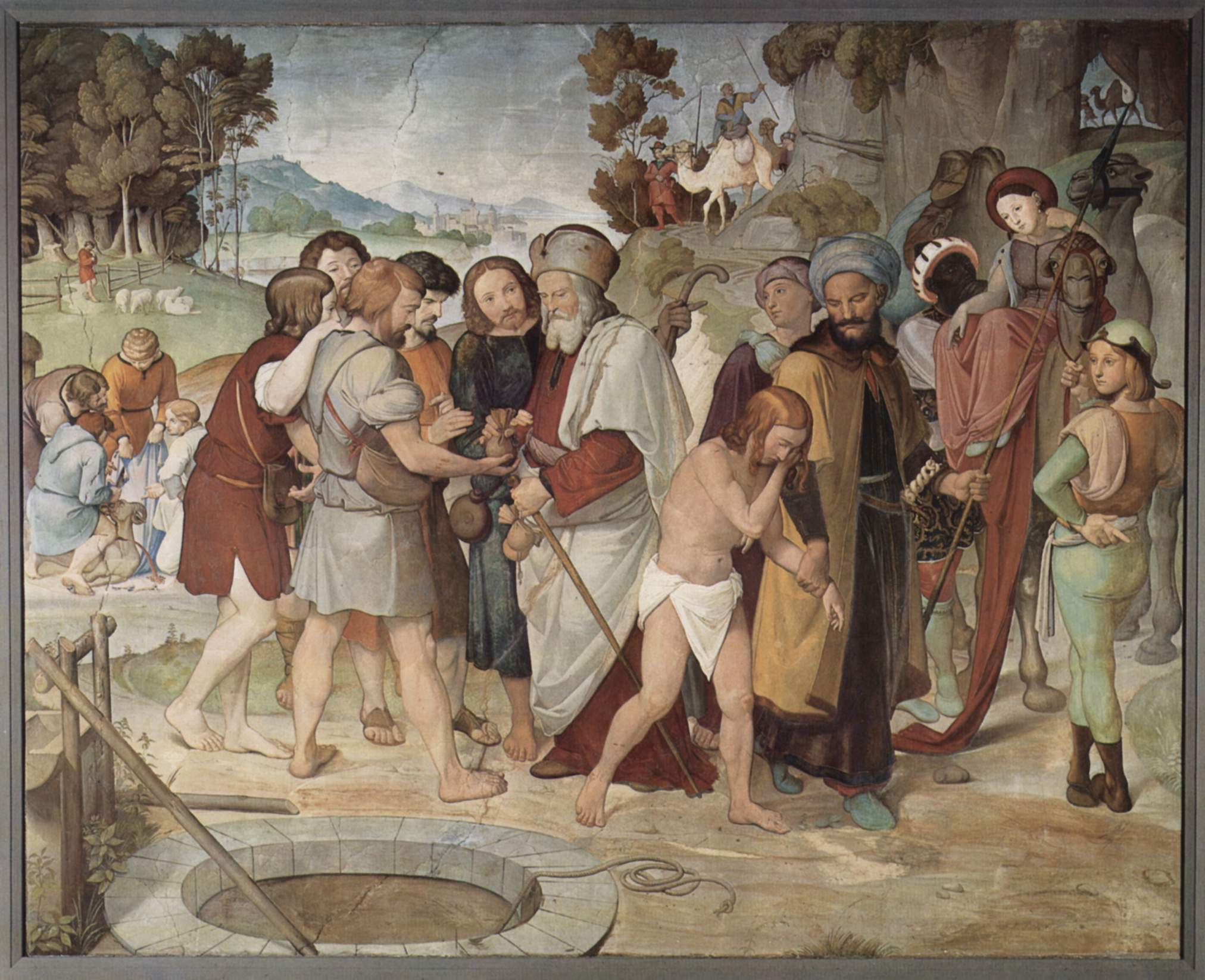
Fresco-cyclus Casa Bartholdy in Rome, Tafereel: De verkoop van Jozef
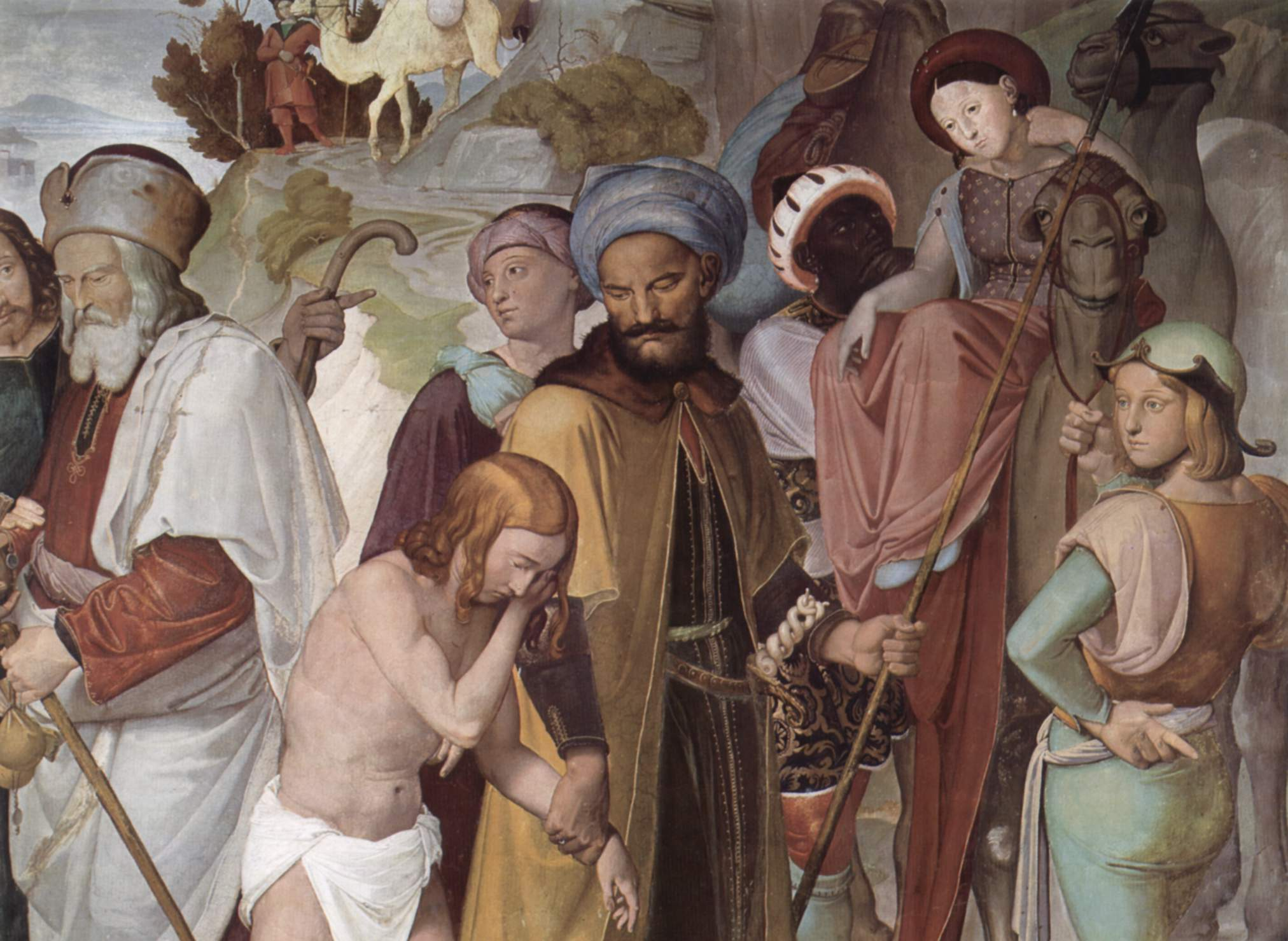
Fresco-cyclus Casa Bartholdy in Rome, Tafereel: De verkoop van Jozef, Detail
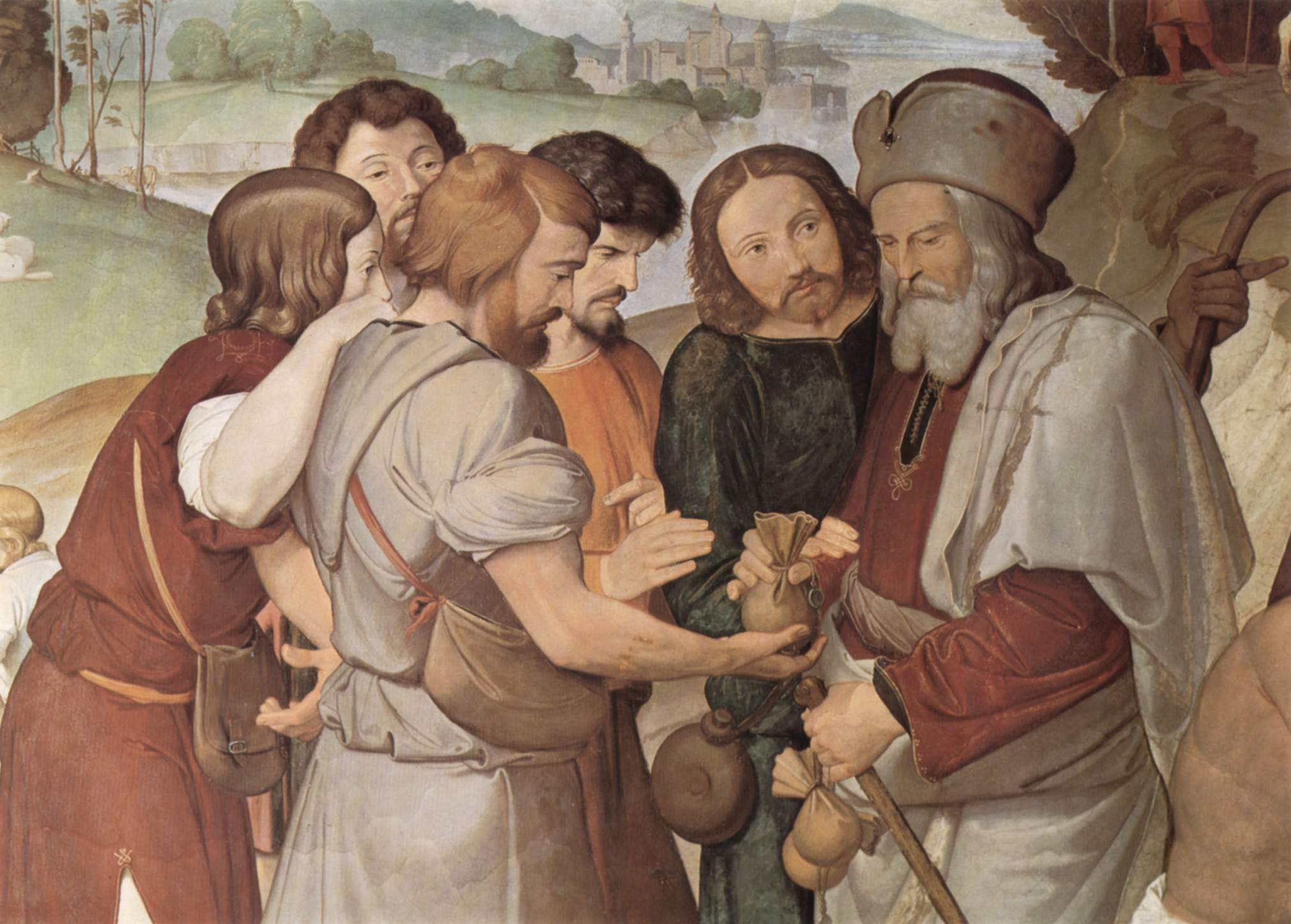
Fresco-cyclus Casa Bartholdy in Rome, Tafereel: De verkoop van Jozef, Detail
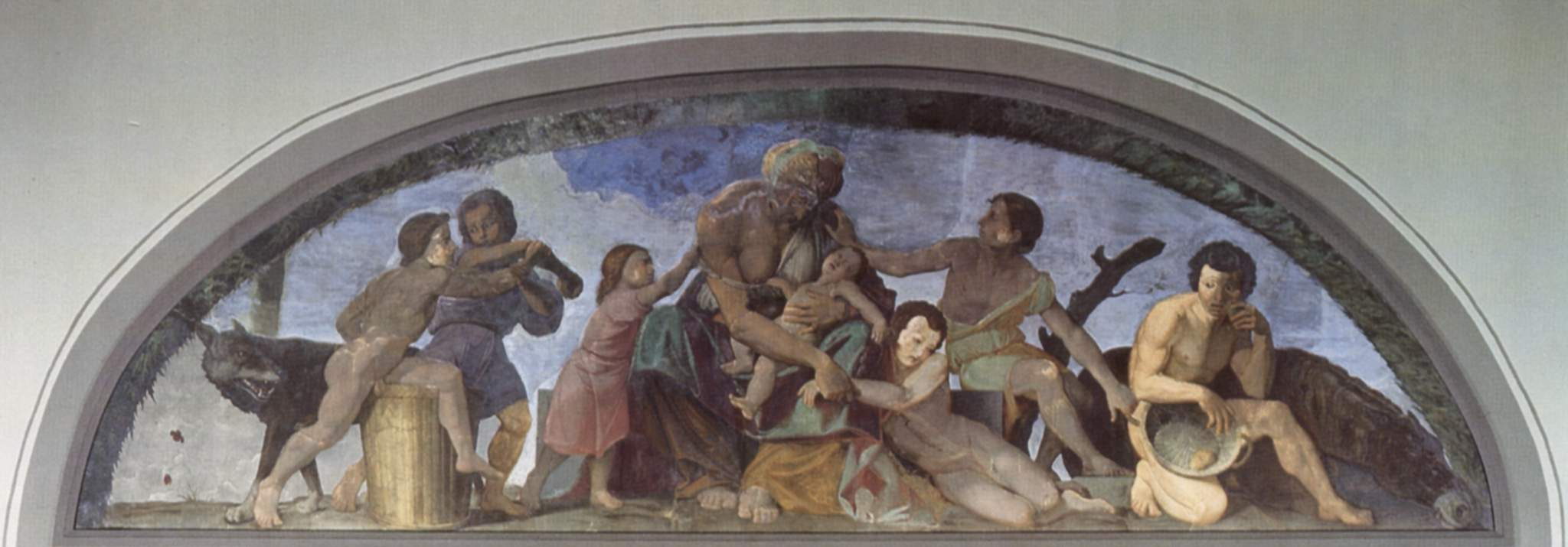
Fresco-cyclus Casa Bartholdy in Rome, Tafereel: De zeven magere jaren

### Schilderijen

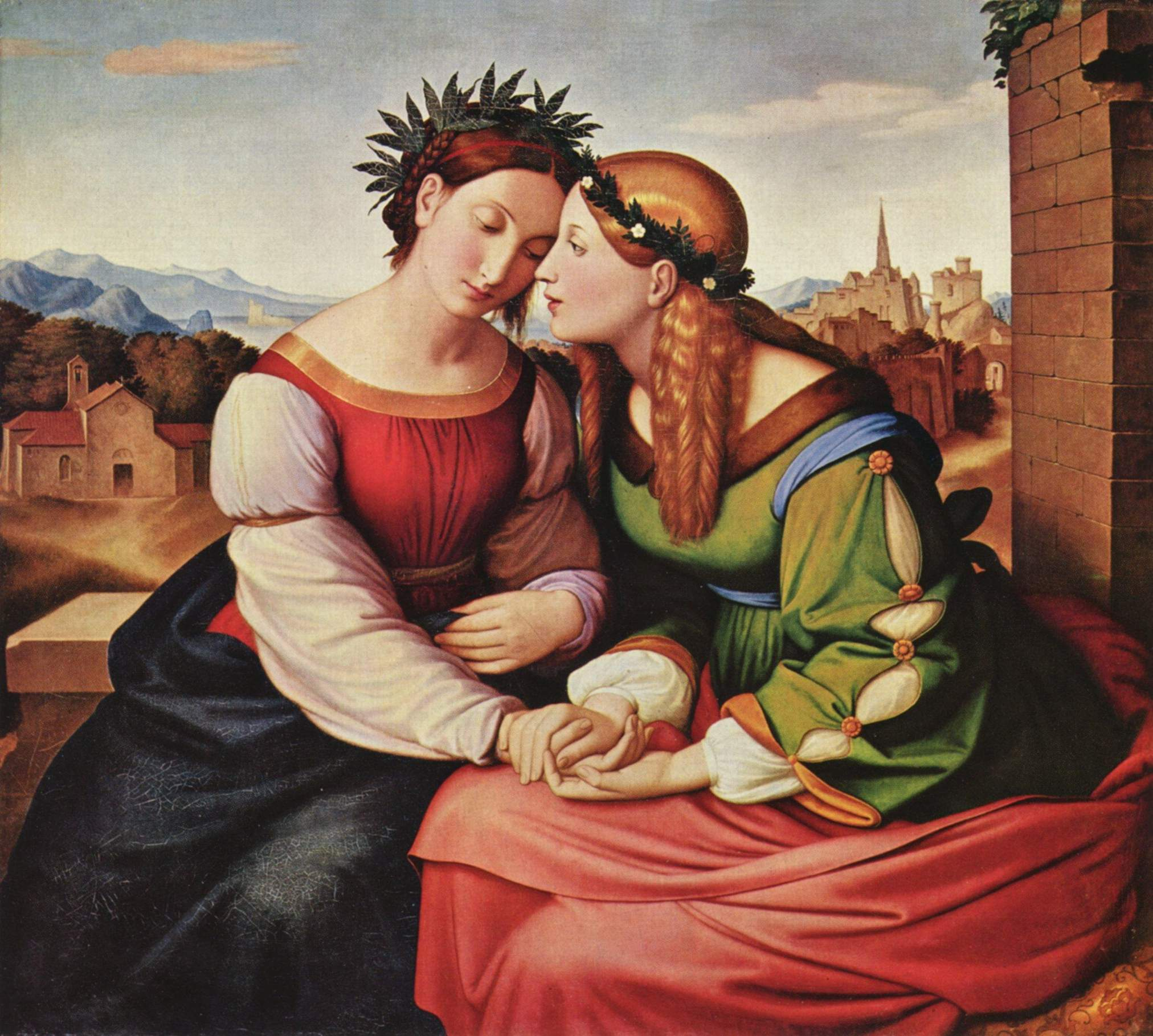
Italië en Germanië
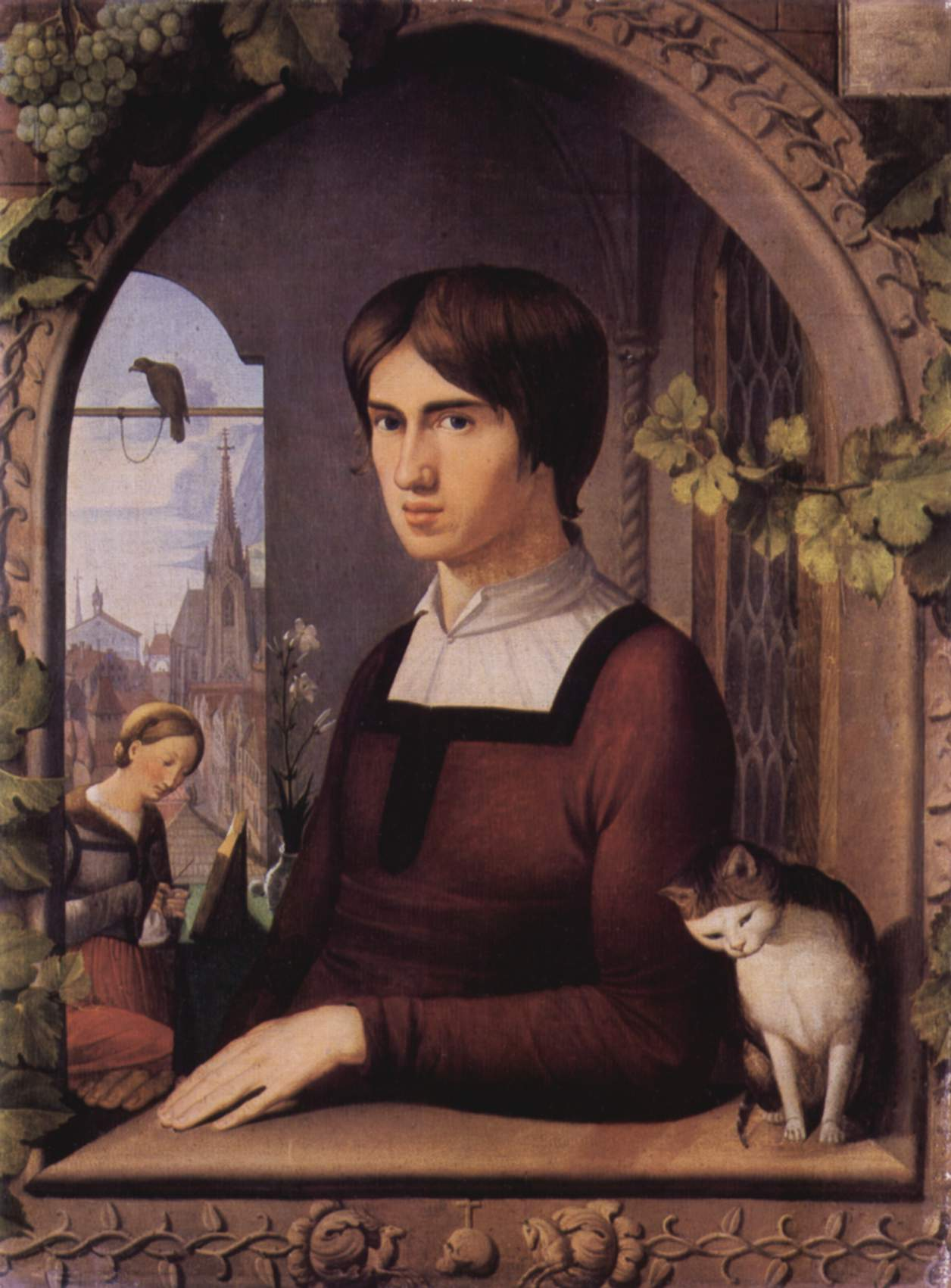
Portret Franz Pforr
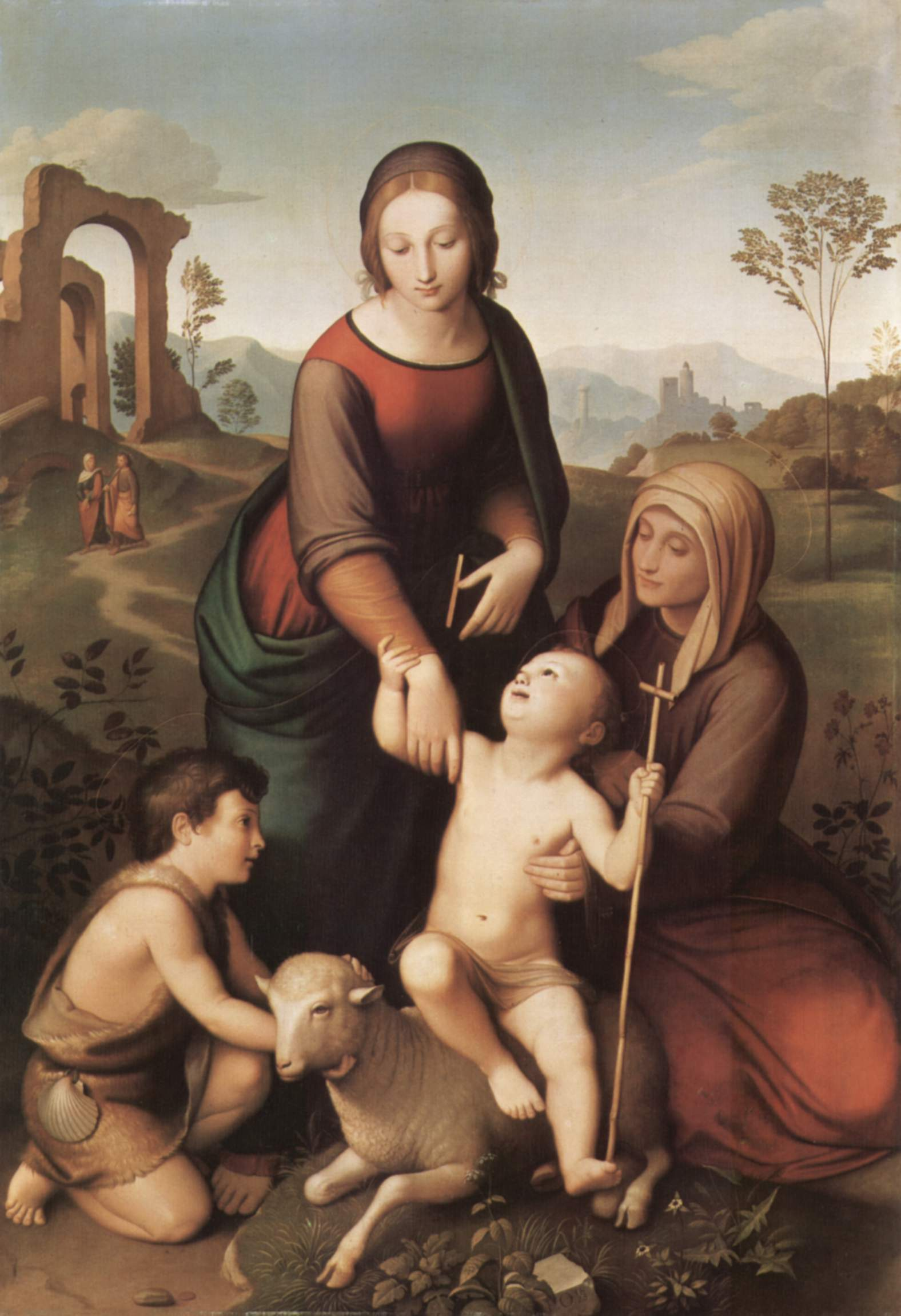
Maria en Elisabeth met Jezus en de kleine Johannes
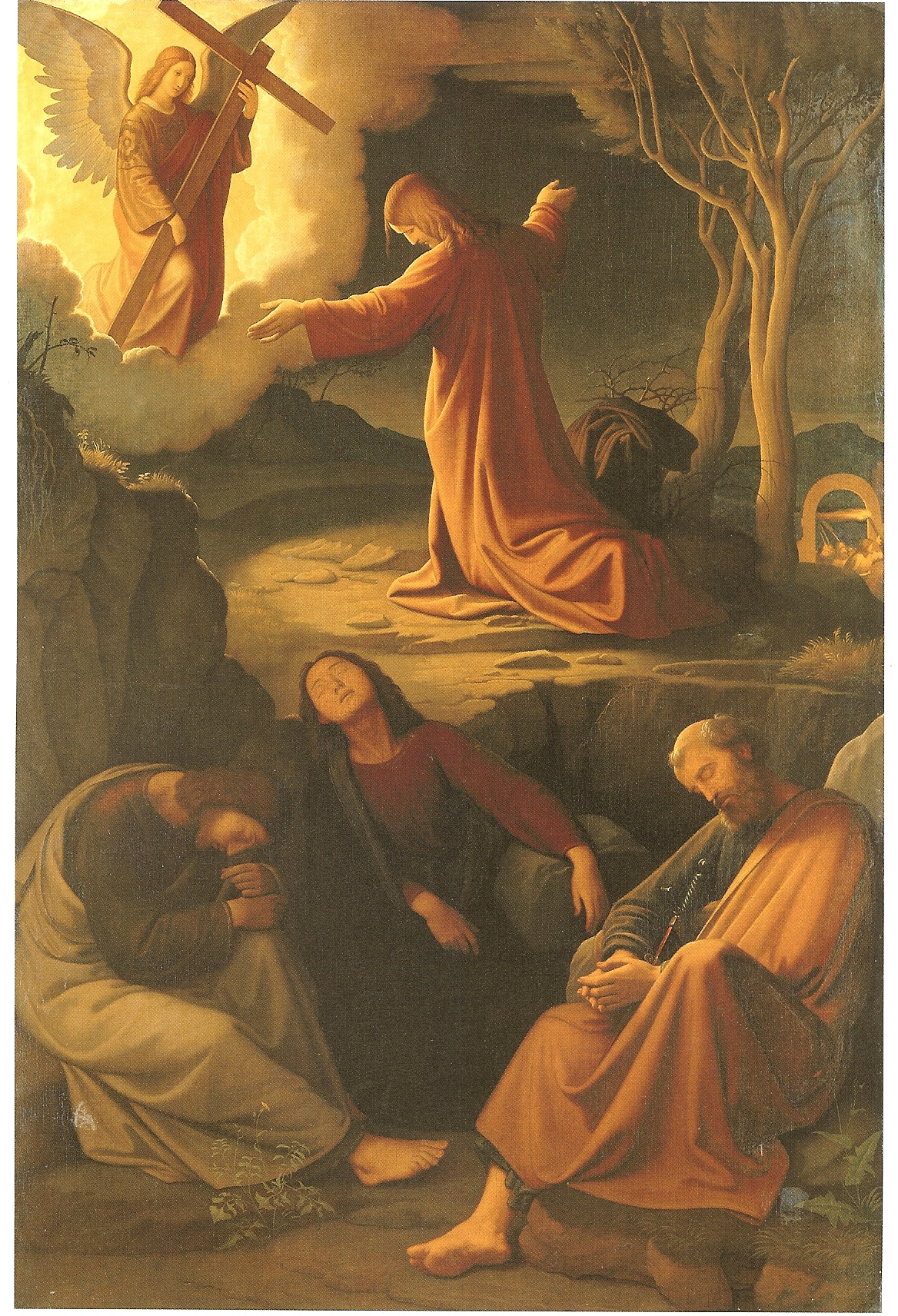
Christus op de Olijfberg

- Biblioteca Nacional de España: XX1358407
- Bibliothèque nationale de France: cb12202178g (data)
- Catàleg d'autoritats de noms i títols de Catalunya: 981058516814106706
- Gemeinsame Normdatei: 118840266
- International Standard Name Identifier: 0000 0001 0861 1111
- Library of Congress Control Number: n90615039
- Nationale Bibliotheek van Tsjechië: jx20090713003
- Nationale bibliotheek van Australië: 35757749
- Nationale Bibliotheek van Israël: 987007279655205171
- Nationale Bibliotheek van Polen: a0000003598924
- Nederlandse Thesaurus van Auteursnamen: 07087641X
- Réseau des bibliothèques de Suisse occidentale: 02-A025410202
- RKD-Nederlands Instituut voor Kunstgeschiedenis: 61274
- LIBRIS: 371831
- SNAC: w6mp5j9v
- Système universitaire de documentation: 030647053
- Trove: 1073927
- Union List of Artist Names: 500019620
- Virtual International Authority File: 58339
- WorldCat: E39PBJy4hQvVWTyFJ8kjgCdqQq